# 1986-os labdarúgó-világbajnokság-selejtező (AFC)
Az 1986-os labdarúgó-világbajnokság selejtezőjének AFC-zónájában összesen 27 nemzet versenyzett a 2 világbajnoki helyért. Tajvan a Kínával fennálló politikai konfliktusa miatt az óceániai zónában szerepelt. Omán és Libanon visszalépett a sorozattól, míg Iránt kizárták, miután háborúban álló országként nem voltak hajlandóak semleges pályán játszani a hazai mérkőzéseiket.  

## Lebonyolítás
A 27 csapat két földrajzilag elkülönülő zónába került. Az A zónában (Nyugat-Ázsia) 13, a B zónában (Kelet-Ázsia) 14 csapat szerepelt. Mindkét zónában három forduló döntött a kijutásról.  
- Első forduló: a csapatokat három vagy négy tagú csoportokba sorsolták, ahol körmérkőzéses rendszerben oda-visszavágós alapon döntötték el a továbbjutó helyek sorsát. A csoportok győztesei továbbjutottak a második fordulóba.
- Második forduló: mindkét zónából 4-4 csapat jutott tovább. A csapatokat összepárosították és egyenes kieséses rendszerben döntötték el a továbbjutást.
- Harmadik forduló: mindkét zónából 2-2 csapat jutott a harmadik fordulóba, ahol két mérkőzést játszottak a felek és a győztesek kijutottak az 1986-os világbajnokságra.

## A zóna (Nyugat-Ázsia)

### Első forduló

#### A1 csoport
| Hely. | Csapat                  | M | Gy | D | V | G+ | G– | Gk | P | Továbbjutás                  |  | Egyesült Arab Emírségek | Szaúd-Arábia | Omán |
| ----- | ----------------------- | - | -- | - | - | -- | -- | -- | - | ---------------------------- |  | ----------------------- | ------------ | ---- |
| 1.    | Egyesült Arab Emírségek | 2 | 1  | 1 | 0 | 1  | 0  | +1 | 3 | Bejutott a második fordulóba |  | —                       | 1–0          | –    |
| 2.    | Szaúd-Arábia            | 2 | 0  | 1 | 1 | 0  | 1  | −1 | 1 |                              |  | 0–0                     | —            | –    |
| 3.    | Omán                    | 0 | 0  | 0 | 0 | 0  | 0  | 0  | 0 | Visszalépett                 |  | –                       | –            | —    |

1985 áprilisában az Ománi labdarúgó-szövetség bejelentette, hogy a válogatott a gyenge teljesítménye miatt 1986 márciusáig nem szerepelhet nemzetközi mérkőzésen, így a vb selejtezőkön sem.

#### A2 csoport
| Hely. | Csapat   | M | Gy | D | V | G+ | G– | Gk | P | Továbbjutás                  |     | Irak | Katar | Jordánia | Libanon |
| ----- | -------- | - | -- | - | - | -- | -- | -- | - | ---------------------------- | --- | ---- | ----- | -------- | ------- |
| 1.    | Irak     | 4 | 3  | 0 | 1 | 7  | 6  | +1 | 6 | Bejutott a második fordulóba |     | —    | 2–1   | 2–0      | 6–0     |
| 2.    | Katar    | 4 | 2  | 0 | 2 | 6  | 3  | +3 | 4 |                              |     | 3–0  | —     | 2–0      | 7–0     |
| 3.    | Jordánia | 4 | 1  | 0 | 3 | 3  | 7  | −4 | 2 |                              | 2–3 | 1–0  | —     | –        |         |
| 4.    | Libanon  | 0 | 0  | 0 | 0 | 0  | 0  | 0  | 0 | Visszalépett                 |     | 0–6  | 0–8   | –        | —       |

1985 áprilisában Libanon a belpolitikai helyzetre hivatkozva visszalépett a sorozattól. A csapat már lejátszott mérkőzéseit törölte a FIFA.

#### B1 csoport
| Hely. | Csapat      | M | Gy | D | V | G+ | G– | Gk  | P | Továbbjutás                  |     |     | Kuvait | Jemen |
| ----- | ----------- | - | -- | - | - | -- | -- | --- | - | ---------------------------- | --- | --- | ------ | ----- |
| 1.    | Szíria      | 4 | 3  | 1 | 0 | 5  | 0  | +5  | 7 | Bejutott a második fordulóba |     | —   | 1–0    | 3–0   |
| 2.    | Kuvait      | 4 | 2  | 1 | 1 | 8  | 2  | +6  | 5 |                              |     | 0–0 | —      | 5–0   |
| 3.    | Észak-Jemen | 4 | 0  | 0 | 4 | 1  | 12 | −11 | 0 |                              | 0–1 | 1–3 | —      |       |

#### B2 csoport
| Hely. | Csapat    | M | Gy | D | V | G+ | G– | Gk | P | Továbbjutás                  |  | Bahrein | Dél-Jemen | Irán |
| ----- | --------- | - | -- | - | - | -- | -- | -- | - | ---------------------------- |  | ------- | --------- | ---- |
| 1.    | Bahrein   | 2 | 1  | 1 | 0 | 1  | 0  | +1 | 3 | Bejutott a második fordulóba |  | —       | 3–3       | –    |
| 2.    | Dél-Jemen | 2 | 0  | 1 | 1 | 0  | 1  | −1 | 1 |                              |  | 1–4     | —         | –    |
| 3.    | Irán      | 0 | 0  | 0 | 0 | 0  | 0  | 0  | 0 | Kizárták                     |  | –       | –         | —    |

A FIFA döntése alapján a háborús helyzet miatt Irán, Irak és Libanon hazai mérkőzéseit semleges pályán kellett megrendezni. A határozatot Irán nem fogadta el, ezért kizárták a selejtezőből.

### Második forduló
| 1. csapat               | Össz.Tooltip Aggregate score | 2. csapat | 1. mérk. | 2. mérk. |
| ----------------------- | ---------------------------- | --------- | -------- | -------- |
| Egyesült Arab Emírségek | 4–4 (i.g.)                   | Irak      | 2–3      | 2–1      |
| Bahrein                 | 1–2                          | Szíria    | 1–1      | 0–1      |

### Harmadik forduló
| 1. csapat | Össz.Tooltip Aggregate score | 2. csapat | 1. mérk. | 2. mérk. |
| --------- | ---------------------------- | --------- | -------- | -------- |
| Szíria    | 1–3                          | Irak      | 0–0      | 1–3      |

| 1985. november 15. |

| Szíria | 0–0         | Irak |
| ------ | ----------- | ---- |
|        | Jegyzőkönyv |      |

| Abbaszijjin Stadion, Damaszkusz Nézőszám: 25 000 Játékvezető: Michel Vautrot (francia) |

| 1985. november 29. |

| Irak                            | 3–1         | Szíria                    |
| ------------------------------- | ----------- | ------------------------- |
| Szaíd 28' Mahmúd 49' Allavi 72' | Jegyzőkönyv | Abú Al-Sel 54' (11-esből) |

| Fahd király Stadion, Taif Nézőszám: 4500 Játékvezető: Erik Fredriksson (svéd) |

Irak 3–1-es összesítésben jutott ki az 1986-os világbajnokságra.

## B zóna (Kelet-Ázsia)

### Első forduló

#### A3 csoport
| Hely. | Csapat    | M | Gy | D | V | G+ | G– | Gk  | P | Továbbjutás                  |     | Dél-Korea | Malajzia | Nepál |
| ----- | --------- | - | -- | - | - | -- | -- | --- | - | ---------------------------- | --- | --------- | -------- | ----- |
| 1.    | Dél-Korea | 4 | 3  | 1 | 0 | 5  | 0  | +5  | 7 | Bejutott a második fordulóba |     | —         | 2–0      | 4–0   |
| 2.    | Malajzia  | 4 | 2  | 1 | 1 | 8  | 2  | +6  | 5 |                              |     | 1–0       | —        | 5–0   |
| 3.    | Nepál     | 4 | 0  | 0 | 4 | 1  | 12 | −11 | 0 |                              | 0–2 | 0–0       | —        |       |

#### B3 csoport
| Hely. | Csapat    | M | Gy | D | V | G+ | G– | Gk | P | Továbbjutás                  |     | Indonézia | India | Thaiföld | Banglades |
| ----- | --------- | - | -- | - | - | -- | -- | -- | - | ---------------------------- | --- | --------- | ----- | -------- | --------- |
| 1.    | Indonézia | 6 | 4  | 1 | 1 | 8  | 4  | +4 | 9 | Bejutott a második fordulóba |     | —         | 2–1   | 1–0      | 2–0       |
| 2.    | India     | 6 | 2  | 3 | 1 | 7  | 6  | +1 | 7 |                              |     | 1–1       | —     | 1–1      | 2–1       |
| 3.    | Thaiföld  | 6 | 1  | 2 | 3 | 4  | 4  | 0  | 4 |                              | 0–1 | 0–0       | —     | 3–0      |           |
| 4.    | Banglades | 6 | 2  | 0 | 4 | 5  | 10 | −5 | 4 |                              | 2–1 | 1–2       | 1–0   | —        |           |

#### A4 csoport
| Hely. | Csapat   | M | Gy | D | V | G+ | G– | Gk  | P  | Továbbjutás                  |     | Hongkong | Kína | Makaó | Brunei |
| ----- | -------- | - | -- | - | - | -- | -- | --- | -- | ---------------------------- | --- | -------- | ---- | ----- | ------ |
| 1.    | Hongkong | 6 | 5  | 1 | 0 | 19 | 2  | +17 | 11 | Bejutott a második fordulóba |     | —        | 0–0  | 2–0   | 8–0    |
| 2.    | Kína     | 6 | 4  | 1 | 1 | 23 | 2  | +21 | 9  |                              |     | 1–2      | —    | 6–0   | 8–0    |
| 3.    | Makaó    | 6 | 2  | 0 | 4 | 4  | 15 | −11 | 4  |                              | 0–2 | 0–4      | —    | 2–0   |        |
| 4.    | Brunei   | 6 | 0  | 0 | 6 | 2  | 29 | −27 | 0  |                              | 1–5 | 0–4      | 1–2  | —     |        |

#### B4 csoport
| Hely. | Csapat      | M | Gy | D | V | G+ | G– | Gk | P | Továbbjutás                  |     | Japán | Észak-Korea | Szingapúr |
| ----- | ----------- | - | -- | - | - | -- | -- | -- | - | ---------------------------- | --- | ----- | ----------- | --------- |
| 1.    | Japán       | 4 | 3  | 1 | 0 | 9  | 1  | +8 | 7 | Bejutott a második fordulóba |     | —     | 2–0         | 4–0       |
| 2.    | Észak-Korea | 4 | 1  | 2 | 1 | 3  | 2  | +1 | 4 |                              |     | 1–0   | —           | 5–0       |
| 3.    | Szingapúr   | 4 | 0  | 1 | 3 | 2  | 11 | −9 | 1 |                              | 0–2 | 0–0   | —           |           |

### Második forduló
| 1. csapat | Össz.Tooltip Aggregate score | 2. csapat | 1. mérk. | 2. mérk. |
| --------- | ---------------------------- | --------- | -------- | -------- |
| Dél-Korea | 6–1                          | Indonézia | 2–0      | 4–1      |
| Japán     | 5–1                          | Hongkong  | 3–0      | 2–1      |

### Harmadik forduló
| 1. csapat | Össz.Tooltip Aggregate score | 2. csapat | 1. mérk. | 2. mérk. |
| --------- | ---------------------------- | --------- | -------- | -------- |
| Japán     | 1–3                          | Dél-Korea | 1–2      | 0–1      |

| 1985. október 26. |

| Japán      | 1–2         | Dél-Korea                      |
| ---------- | ----------- | ------------------------------ |
| Kimura 43' | Jegyzőkönyv | Csong Jonghvan 30' I Theho 42' |

| Nemzeti Stadion, Tokió Nézőszám: 62 000 Játékvezető: Maidin Bin-Singah (szingapúri) |

| 1985. november 3. |

| Dél-Korea      | 1–0         | Japán |
| -------------- | ----------- | ----- |
| Ho Csongmo 61' | Jegyzőkönyv |       |

| Olimpiai Stadion, Szöul Nézőszám: 70 000 Játékvezető: Othman Bin Omar (maláj) |

Dél-Korea 3–1-es összesítésben jutott ki az 1986-os világbajnokságra.

## Kijutott csapatok
Az alábbi két csapat jutott ki az AFC-zónából az 1986-os labdarúgó-világbajnokságra.
| Csapat    | Kijutás         | Kijutás dátuma     | Korábbi részvételek a világbajnokságon |
| --------- | --------------- | ------------------ | -------------------------------------- |
| Irak      | A zóna győztese | 1985. november 29. | 0 (debütálás)                          |
| Dél-Korea | B zóna győztese | 1985. november 3.  | 1 (1954)                               |